# Peterborough
Peterborough [ˈpiːtəbɹə] ist eine Stadt mit 215.700 Einwohnern in Cambridgeshire im Osten Englands. Zusammen mit den umgebenden Orten bildet sie die Gebietskörperschaft City of Peterborough. Die Kathedrale von Peterborough gilt als eine der bedeutendsten Kathedralen des Mittelalters in Großbritannien.

## Verwaltung
Die Stadt war ursprünglich Teil von Northamptonshire und lag in der besonders geschaffenen Region des Soke of Peterborough. Die Siedlungen breiteten sich wegen des industriellen Wachstums nach Cambridgeshire und Huntingdonshire aus. 1889 wurde der Soke zu einer Verwaltungsgrafschaft, die jedoch schon nach kurzer Zeit als zu klein galt, um Verwaltungsaufgaben ordnungsgemäß zu übernehmen. Somit wurde sie zunächst mit Huntingdonshire 1965 zusammengelegt, wodurch die Grafschaft Huntingdon and Peterborough geschaffen wurde. 1974 wurde sie zusammen mit den umgebenden Distrikten zur City of Peterborough und war ein Teil von Cambridgeshire. 1998 wurde die City of Peterborough zu einem verwaltungstechnisch von Cambridgeshire unabhängigen Stadtkreis (Unitary Authority).

## Geschichte
Peterborough ist der namensgebende Fundort der mittelneolithischen Peterborough Ware, die hier 1910 durch G.W. Abbott ausgegraben wurde.
Die Stadt wurde 43 n. Chr. durch die Römer, die hier ein Heerlager errichteten, als Durobrivae gegründet.
Peterborough (früher Burgh, Burgus sancti Petri) kann bereits unter seinem früheren sächsischen Namen Medehamstede vor 655 nachgewiesen werden, als der Mönch Saxulf ein Kloster auf dem Land errichtete, das ihm  Penda, der König von Mercia geschenkt hatte. Der Name Burgh taucht erstmals zwischen 992 und 1005 auf, nachdem Abt Kenulf einen Wall um das Kloster errichtet hatte. Als richtige Siedlung wird die Stadt jedoch nicht vor dem 12. Jahrhundert wahrgenommen. Die Bürger erhielten ihre Stadtrechte von "Abt Robert", der vermutlich mit Robert von Sutton identisch ist.
Der Dekan und das Domkapitel, die den Abt als Herrn über das Land ablösten, ernannten einen Landvogt, die Büttel und anderen Amtsleute wurden durch Wahl bestimmt, 1874 wurde die Verwaltung gänzlich unter die Führung eines Bürgermeisters, sechs Ältesten und 18 Ratsherren gestellt. Ein Gefängnis war bereits im 13. Jahrhundert in Verantwortung des Klosterherren errichtet worden. 1576 wurde von Bischof Scamble die Herrschaft über Nassaburgh an Königin Elisabeth I. verkauft. Diese reichte das Land weiter an Lord Burghley. Dieser begründete die Dynastie der Marquesses of Exeter.
Die Webkunst und die Flachsspinnerei wurden in Peterborough seit dem 14. Jahrhundert nachgewiesen. Vier Märkte fanden jährlich statt. Davon finden heute noch zwei im Juli und im Oktober statt.
Im 19. Jahrhundert etablierte sich auf dem Lehmboden südlich der Stadt eine florierende Baustoffindustrie. Die hiesigen Ziegeleien produzierten hauptsächlich für die boomende Metropole London. Die Backsteine wurden von der Great Northern Railway in Güterzügen aus eigens konstruierten Flachwagen nach London transportiert – für die Great Northern Railway ein lukratives Geschäft und mit ein Grund für die frühzeitige (und bis heute aktuelle) zentrale Anbindung der Stadt und ihrer Umgebung an den Schienenverkehr.

### Peterborough heute

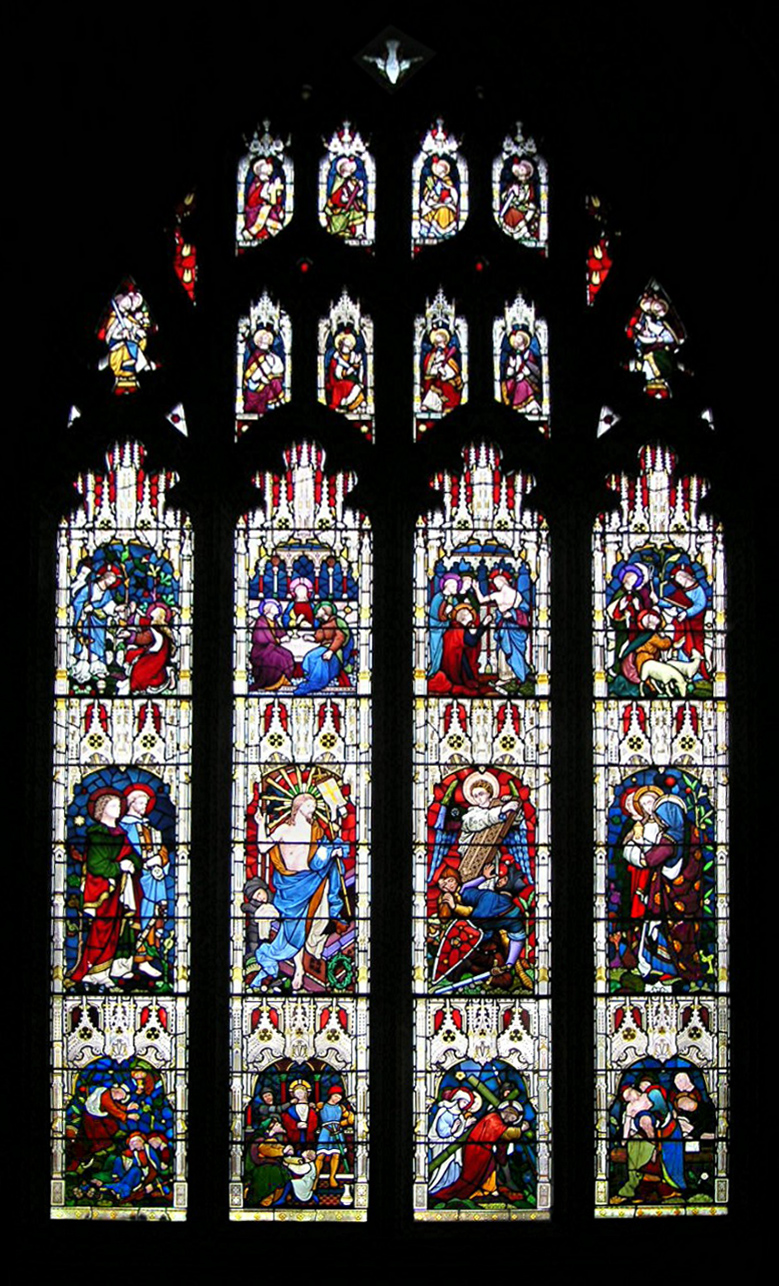
Kirchenfenster in der Kathedrale von Peterborough

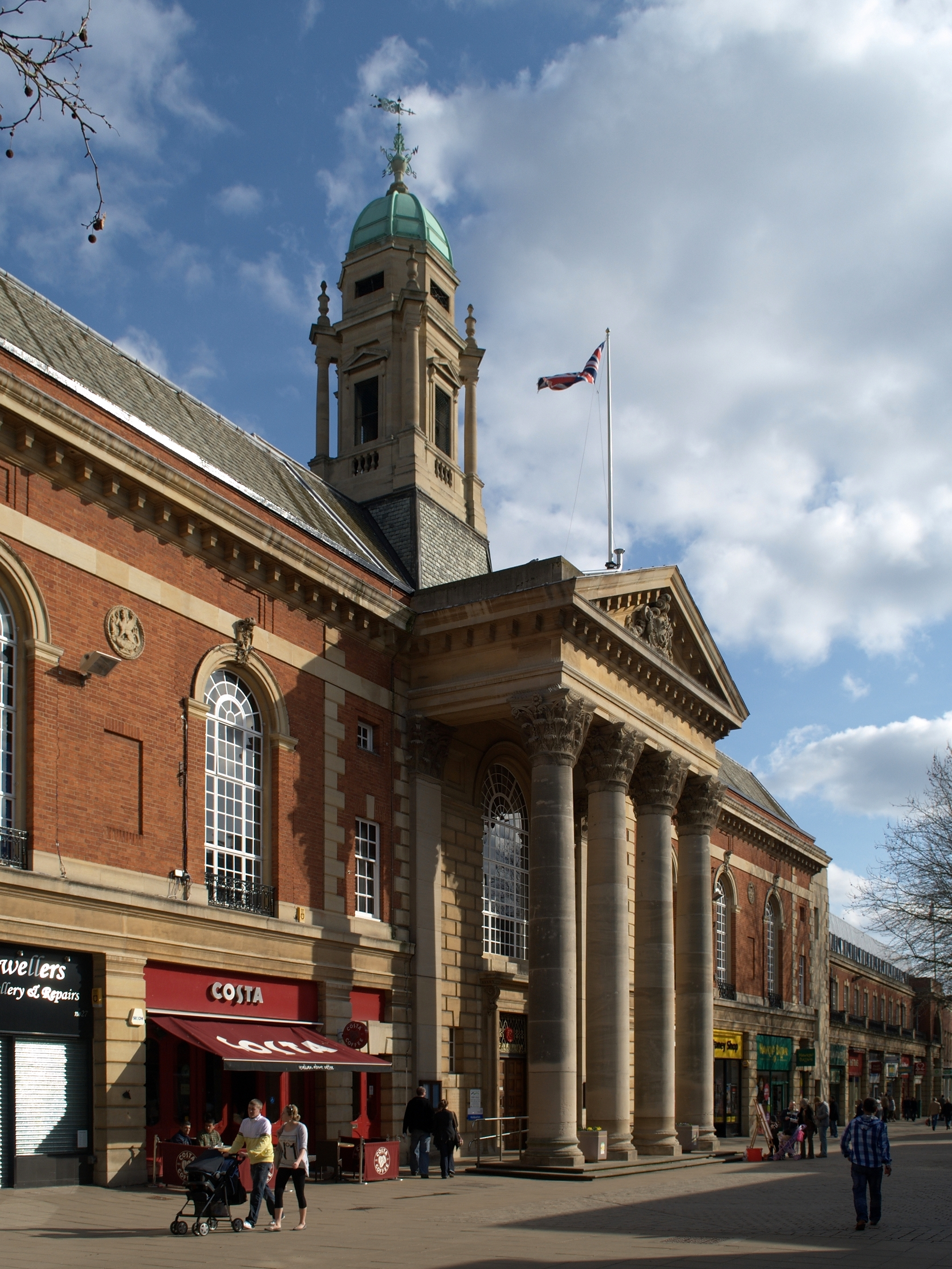
Rathaus

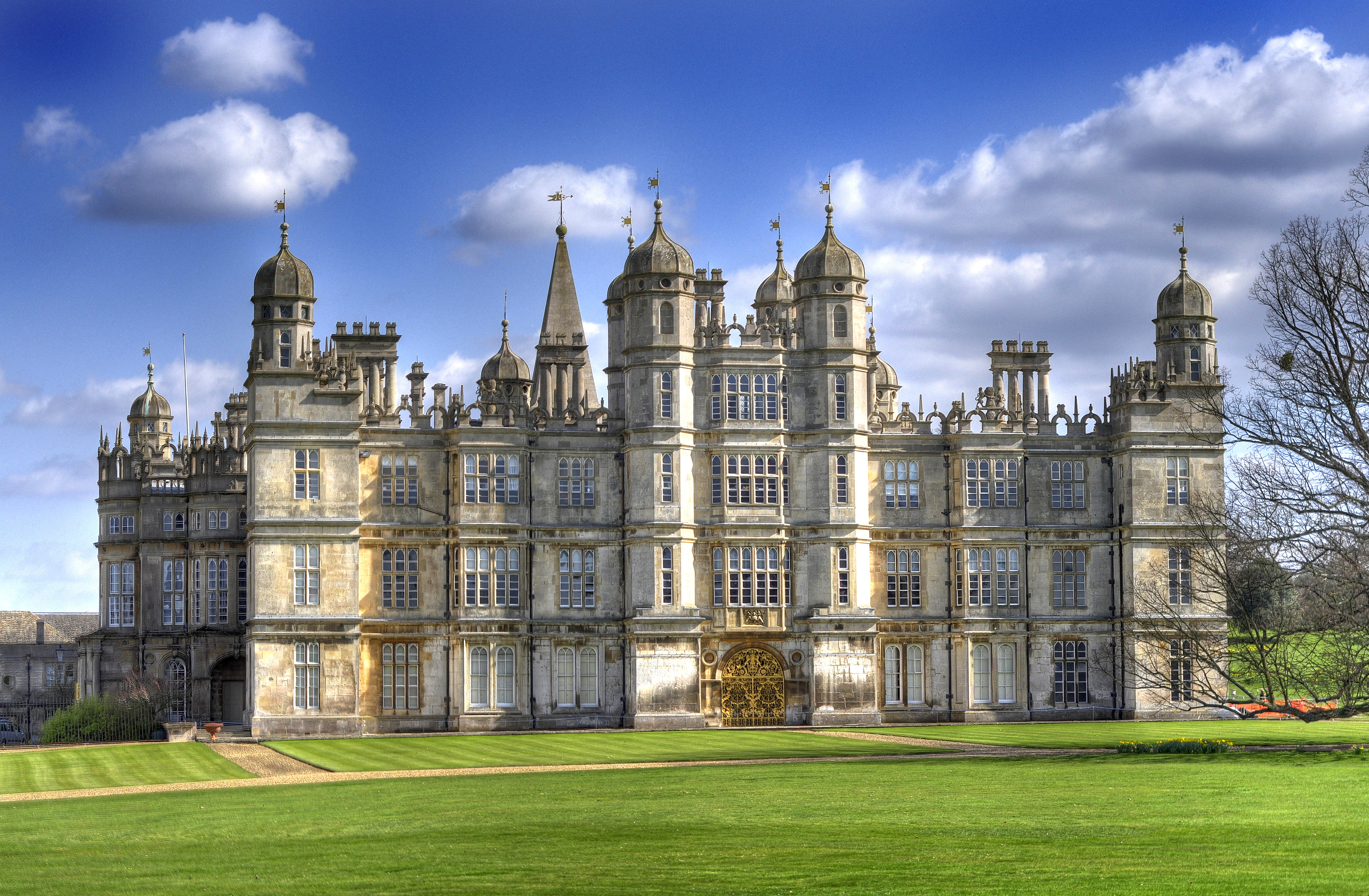
Burghley House

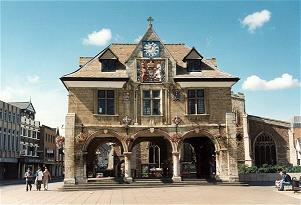
Guildhall

Als New Town seit 1968 sollte die Bevölkerung von Peterborough ursprünglich verdoppelt werden. Von 1971 bis 1991 wuchs die Bevölkerung jedoch lediglich um 45,4 %. Peterborough ist günstig an das britische Verkehrsnetz angeschlossen. Sowohl durch den Straßenbau, als auch durch die Verbindung mit Schnellzügen an die Metropole London sowie Birmingham und der Überlandverbindung mit Yorkshire und dem Norden Englands sowie Schottlands bestehen gute infrastrukturelle Einrichtungen.
Die Bevölkerung der Stadt liegt bei 215.700 Einwohnern (Stand: 2021), während das Einzugsgebiet des Greater Peterborough etwa 500.000 Menschen umfasst.
In der Kathedrale von Peterborough ist die erste Frau König Heinrichs VIII., Katharina von Aragón, bestattet. Städtepartnerschaften bestehen zu Alcalá de Henares ( Spanien, seit 1986),  der Stadt, in der Katharina geboren wurde. Weitere Partnerschaften bestehen mit Bourges in  Frankreich (seit 1957), Forlì in  Italien, Viersen in  Deutschland (beide seit 1981) und Winnyzja in der  Ukraine (seit 1991).

## Sehenswürdigkeiten
- Burghley House
- Kathedrale von Peterborough
- Longthorpe Tower
- Flag Fen Freilichtmuseum
- Peakirk Waterfowl Gardens Trust
- Museumsbahn Nene Valley Railway
- Queensgate Shopping Center
- Guildhall 1671

## Sonstiges
- Peterborough ist Standort einer Sendeanlage für UKW und TV. Der 163 Meter hohe Sendemast dieser Anlage stürzte nach einem Brand am 30. Oktober 2004 ein.[3][4]

## Sport
Das Speedway-Team der Peterborough Panthers startet in der britischen Profi-Premier League.

## Söhne und Töchter der Stadt
- Blanca von England (1392–1409), Prinzessin
- Alfred Whitehead (1887–1974), kanadischer Komponist, Organist und Chorleiter englischer Herkunft
- Thomas Armstrong (1898–1994), britischer Organist, Dirigent, Komponist und Musikpädagoge
- Don Lusher (1923–2006), Jazzmusiker
- Robert Neild (1924–2018), Wirtschaftswissenschaftler
- Barry Forgie (* 1939), Posaunist, Arrangeur, Bigband-Leader
- Adrian Lyne (* 1941), Filmregisseur
- Colin Hodgkinson (* 1945), Musiker
- Paul Barber (* 1955), Hockeyspieler
- Paul Brannen (* 1962), Politiker
- Michael Mulhall (* 1962), katholischer Geistlicher, Erzbischof von Kingston
- Andy Bell (* 1964), Musiker und Sänger der Band Erasure
- Julian Joachim (* 1974), Fußballspieler
- Ed Stafford (* 1975), Autor, Abenteurer
- Matthew Oakley (* 1977), Fußballspieler
- Andrew Britton (1981–2008), Romanautor
- David Bentley (* 1984), Fußballspieler
- Craig Peacock (* 1988), Eishockeyspieler
- Matthew Bell (* 1989), Autorennfahrer
- Luke Ferrara (* 1993), Eishockeyspieler
- Isaiah Brown (* 1997), Fußballspieler